# 양산희망학교
양산희망학교는 경상남도 양산시 상북면에 위치한 정신지체 장애인을 위한 공립 특수학교이다.

## 연혁
- 2011년 3월 1일 : 개교